# John Ekemenzie Okoro
John Ekemenzie Okoro (Kano, 21 agosto 1949) è un vescovo vetero-cattolico nigeriano naturalizzato austriaco.
È il secondo vescovo europeo nato in Africa, dopo l'arcivescovo anglicano di York. Dal 1994 è cittadino austriaco e risiede a Dornbirn.

## Sacerdote cattolico e vetero-cattolico
Dopo gli studi in Teologia e Psicologia a Innsbruck, nel 1977 fu ordinato sacerdote cattolico nel Vorarlberg. Nel 1980 ottenne la laurea in Psicologia e tornò in Nigeria come insegnante di Etica e Psicologia al Seminario di Enugu e all'Università Tecnica di Port Harcourt. Nel 1988 tornò in Austria. Tra il 1991 e il 1995 fu parroco di Dornbirn-Oberdorf. Nello stesso periodo fu cappellano militare per le truppe ONU austriache a Cipro. 
Nel 1999 si convertì al vetero-cattolicesimo (diventando curato per il Vorarlberg) e si sposò con Edith Schreiner.

## Vescovo
Il 19 novembre 2007 fu eletto dal Sinodo Nazionale straordinario a ricoprire la carica di vescovo, succedendo così a Bernhard Heitz e il 2 febbraio 2008 fu ordinato nella chiesa protestante di Vienna da Joris Vercammen, Arcivescovo di Utrecht, coadiuvato da Dušan Hejbal (vescovo vetero-cattolico della Repubblica Ceca) e da Fritz-René Müller (vescovo della Chiesa cattolica cristiana svizzera).

## Opere
- Über die Einstellung zum Tod. Peter Lang, Bern, 1981, ISBN 3-261-04879-4.

## Genealogia episcopale
La genealogia episcopale è:
CHIESA CATTOLICA
- Cardinale Scipione Rebiba
- Cardinale Giulio Antonio Santori
- Cardinale Girolamo Bernerio, O.P.
- Arcivescovo Galeazzo Sanvitale
- Cardinale Ludovico Ludovisi
- Cardinale Luigi Caetani
- Vescovo Giovanni Battista Scanaroli
- Cardinale Antonio Barberini iuniore
- Arcivescovo Charles-Maurice le Tellier
- Vescovo Jacques Bénigne Bossuet
- Vescovo Jacques de Goyon de Matignon
- Vescovo Dominique Marie Varlet

CHIESA ROMANO-CATTOLICA OLANDESE DEL CLERO VETERO EPISCOPALE
- Arcivescovo Petrus Johannes Meindaerts
- Vescovo Johannes van Stiphout
- Arcivescovo Walter van Nieuwenhuisen
- Vescovo Adrian Jan Broekman
- Arcivescovo Jan van Rhijn
- Vescovo Gisbert van Jong
- Arcivescovo Willibrord van Os
- Vescovo Jan Bon
- Arcivescovo Johannes van Santen

CHIESA VETERO-CATTOLICA
...
- Vescovo Jan Lambert Wirix-Speetjens
- Arcivescovo Joris August Odilius Ludovicus Vercammen
- Vescovo John Ekemenzie Okoro